# 존 데버넌트

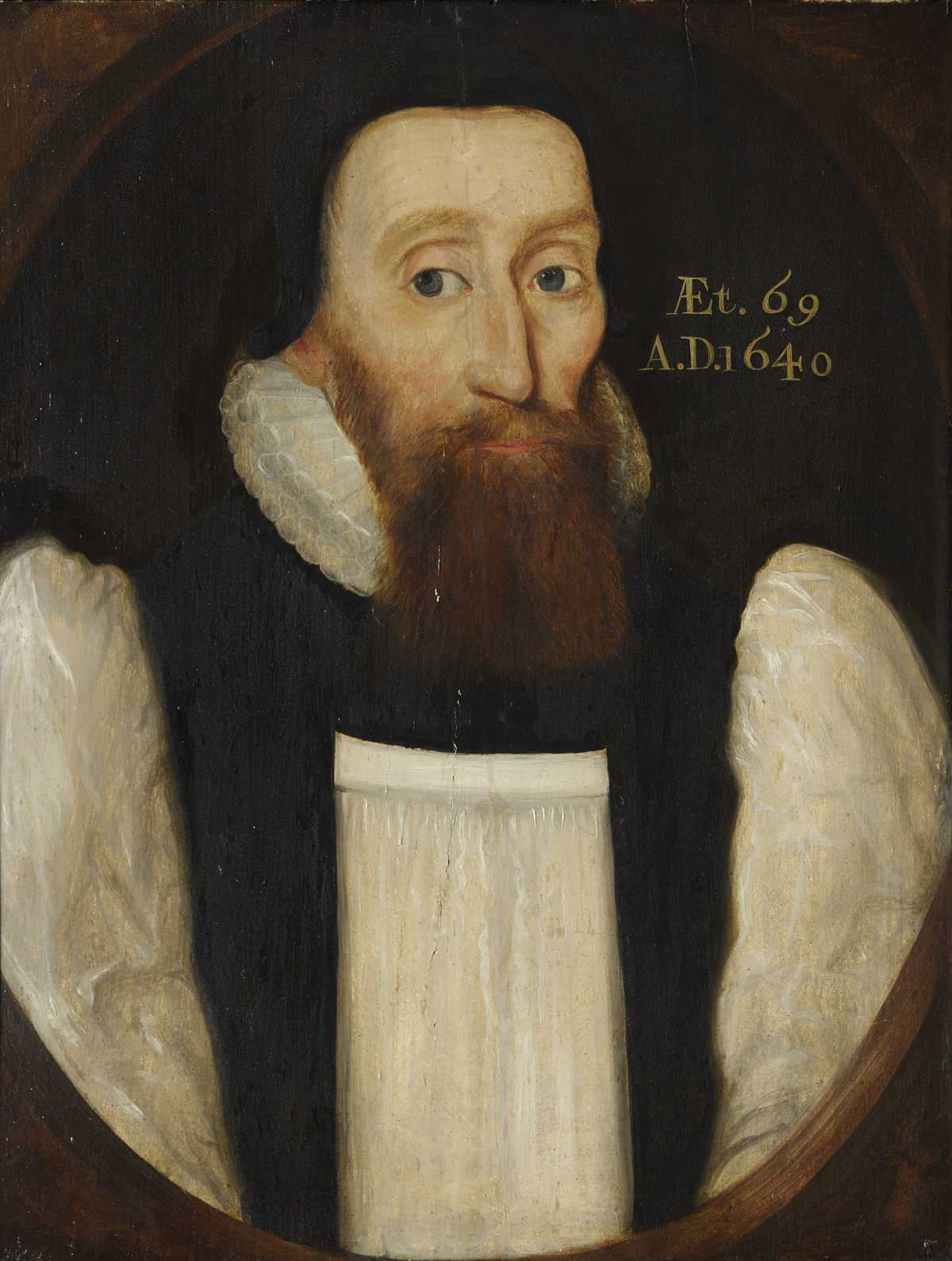
존 데버넌트

존 데버넌트( John Davenant; 1572년 5월 20일 - 1641년 4월 20일 )는 잉글랜드의 학자이며 샐리스베리의 주교이다.(1621년) 도르트 총회에 잉글랜드의 특사로 파견되었다.
존 애로우스미스는 그의 글을 인용하여 창조의 목적이 저주가 될 수 없다고 주장하였다.

## 신학

### 칭의와 성화관계에 대하여
그는 심령이 새롭게 되는 것이 성화에 이른다고 주장하였으며, 칭의와 동료처럼 함께 얻는다고 하였으며, 칭의가 성화에 원인으로 보았다. 그는 칭의에 대해서 의의 전가가 죄를 사하는 것보다 앞선다고 보았다.
그는 골로새서 주석에서 '죄죽임의 실행은 주입된 은혜로부터 발생되는 것이며, 이것은 성령에 의해 효과적이 되어 내적인 또는 습관적인 죄죽임으로 불린다' 고 하였다. 여기서 습관(habit)과 성화를 연관시키는 것은 다른 여러 신학자에게서도 나타난다.

## 저서
- The Death of Christ : 골로새서 주석